# Cristatogobius nonatoae
Cristatogobius nonatoae es una especie de peces de la familia de los Gobiidae en el orden de los Perciformes.

## Morfología
Los machos pueden llegar a alcanzar los 2,6 cm de longitud total.

## Hábitat
Es un pez de clima tropical y demersal.

## Distribución geográfica
Se encuentra desde las Islas Ryukyu y Taiwán hasta Tailandia y Filipinas.

## Observaciones
Es inofensivo para los humanos. 